# Château de Villebadin
Le château de Villebadin est un édifice situé à Gouffern en Auge, en France.

## Localisation
Le monument est situé dans le département français de l'Orne, à 400 m au nord-est de l'église de Villebadin, commune déléguée de la commune nouvelle de Gouffern en Auge.

## Architecture
Le château, les façades et les toitures des communs et des écuries et le colombier sont inscrits au titre des monuments historiques depuis le 1er février 1978.